# Château de Roumégous
Le château de Roumégous est situé dans le hameau de Roumegous, sur la commune de La Salvetat-Peyralès, en Aveyron.

## Localisation
Le château de Roumégous surprend dans son environnement isolé dans la vallée du Viaur, un peu à l’écart de la route de Montou à Laroque car il demeure imposant malgré son état de délabrement.
Le château de Roumégous dépendait de la terre de Cadoule au niveau féodal. Son nom qui est occitan et qui signifie « lieu couvert de ronces » est d’ailleurs de formation postérieure à celui de Cadoule qui vient du latin féminin « Catula ».
Au confluent du Jaoul avec le Vernhou, un des nombreux torrents de la vallée et tout près du Viaur, s’élève une colline escarpée qui forme comme un promontoire triangulaire entre les deux ruisseaux. C’est sur la pointe la plus avancée de ce monticule, qu’est bâti le château de Roumégous, masse carrée, flanquée de quatre grosses tours rondes. Le rocher qui lui sert d’assise, domine le village situé en amont sur la même langue de terre. Les tours sont percées de quelques ouvertures, mais sur la partie du bâtiment central correspondant à l’entrée, on n’aperçoit pas une seule ouverture.

## Historique
Les premiers seigneurs de Roumegous furent les Cadolle, famille qui contribua aussi au XIIe siècle à la fondation du monastère de Bonne Combe. Les seigneurs de Cadoule abandonnant leur forteresse auraient construit un château à Roumégous vers 1250.
La tradition orale rapporte que le site de Cadoule, dépeuplé par la peste noire en 1348-49, fut détruit par les Anglais peu après 1360, lorsque le Rouergue fut donné au roi d’Angleterre par le traité de Brétigny. Le seigneur de Cadoule construisit alors un autre château à Roumégous (mieux situé) qui lui aurait résisté victorieusement aux envahisseurs. C’est d’ailleurs l’époque, ou en conséquence du traité de Brétigny, qui faisait du Viaur la frontière des possessions du roi de France et celles du roi d’Angleterre, que la vallée se couvrit de châteaux et de lieux fortifiés.

### Époque féodale
Réédifié au XVe siècle, le château de Roumégous aurait donc succédé à une forteresse plus modeste.
Nous connaissons peu de chose sur le repaire. En 1432 son propriétaire aurait été Jean Guitard qui l'hommageait aux Armagnac comme comtes de Rodez. Cet édifice était alors qualifié de « manoir » de Roumégous.
Mais s’agit-il bien du même Roumégous ? Il y a neuf lieux-dits Roumégous en Aveyron d’après le dictionnaire de Dardé. Car La Salvetat-Peyralès ne dépendait pas du ressort du comté de Rodez appartenant au comte d’Armagnac mais dépendait du comté de Rouergue qui était rattaché à la couronne de France depuis 1271.
Le constructeur ou le reconstructeur de Roumégous fut Lardit de Bar, capitaine de Najac, sénéchal de Rouergue. Lardit de Bar fut nommé sénéchal de Rouergue le 3 août 1461, par lettres royales datées d’Avesnes. Le 24 juin 1462, il est dit seigneur de Roumégous et de Cadoule. Lardit de Bar mourut sans enfant et Antoine de Galand son héritier épousa Françoise du Boys. Il n’eut qu’une fille, Marquèse de Galand, qui épousa en 1519 Pierre de Chalon, issue d’une branche bâtarde des Chalon comtes de Bourgogne c’est-à-dire la Franche-Comté. Louis de Chalon mort en 1476 était le fils d’Eleonore d’Armagnac fille du comte de Rodez Jean IV d'Armagnac. C’est cette alliance qui attira une branche des Chalon en Rouergue. Jean de Chalon, fils naturel de Louis de Chalon, devint juge des quatre montagnes du Rouergue qui étaient Laguiole, Cassagnes-Bégonhès, Laroque-Valzergues et Saint-Geniez-d'Olt. Ce Jean de Chalon fut le père de Pierre de Chalon qui épousa en 1519 Marquèse de Galand, héritière de Roumégous, de Cadoule et de Cadars mais aussi de nombreux autres biens dans l’Albigeois dont le château de Lacaze situé non loin de Castres et de la seigneurie de Las Graisses près de Gaillac.

### DuXVIesiècleà la Révolution
Pierre de Chalon et Marquèse de Galand eurent un fils Antoine et trois filles. La dot de chacune des filles fut de 2 000 livres ce qui témoigne pour l’époque d’un niveau de fortune considérable. Antoine de Chalon fils de Pierre de Chalon et de Marquèse de Galand épousa à Paris par contrat enregistré au Châtelet par Antoine Duprat chambellan du roi le 21 novembre 1579 Anne de Lannoy de La Boissière. Le marié était alors âgé d’au moins 50 ans. Antoine de Chalon avait rendu hommage au roi Charles IX pour Roumégous devant André Buisson notaire de la Salvetat-Peyralès en mai 1564 et en février 1567. Il était devenu en 1550 à la mort de sa grand-mère Françoise du Boys seigneur de Lacaze, de Saint-Amans et de Sénégas en Albigeois. Il mourut en 1584 âgé d’environ 60 ans et ne laissant que deux filles mineures, Marie-Madeleine et Anne de Chalon. C’est l’aînée Marie-Madeleine qui hérita de Roumégous.
Marie-Madeleine de Chalon épousa, le 18 mars 1598, un membre de la famille royale, Henri de Bourbon, marquis de Malause, filleul du roi Henri IV qui lui avait transmis son prénom. Henri de Bourbon mourut en 1647. Henri de Bourbon était protestant. Marie-Madeleine devint elle aussi protestante comme sa sœur Anne qui changea son prénom en celui biblique de Sara.
La seigneurie et le château de Roumégous restèrent dans la famille de Bourbon-Malause jusqu’en 1746, passant après Louis de Bourbon à son fils Guy-Henri de Bourbon puis aux deux fils de ce dernier Louis-Auguste et Armand de Bourbon. Guy-Henri de Bourbon abjura le calvinisme en 1678 entre les mains de Bossuet. Il accrut de manière très importante ses possessions en Albigeois et en Quercy en héritant de sa belle-sœur Marie-Isabeau Mitte de Chevrières du marquisat de Cardaillac, du comté de Bioule, de la vicomté de Lautrec, des baronnies de Villeneuve, Gaïx, Labruguière, Montredon, Penne, Castelnau-de-Montmiral et Sémalens. Il devenait ainsi un des plus riches seigneurs de l’Albigeois. Son fils aîné Louis-Auguste mourut en 1741 à Castres sans enfant. Son frère Armand lui succéda et mourut de blessures reçues à Nice en 1744 sans alliance ni postérité. Son héritière fut sa sœur consanguine qui avait épousé en 1715 un seigneur franc-comtois, le comte de Poitiers et de Neufchâtel.
Pour la première fois de son histoire, Roumégous allait être vendu. Cette vente eut lieu le 21 janvier 1746 devant un notaire de Toulouse. La vendeuse était Marie Geneviève Henriette Gertrude de Bourbon de Malause épouse de Ferdinand Joseph comte de Poitiers intervenant à titre d’héritière d’Armand de Bourbon, marquis de Malauze, son frère, brigadier des armées du roi, colonel du régiment d’Agenais, par son testament du 30 août 1743. L’acheteur était noble Pierre du Truel seigneur de Lagarde et Saint-Jean de Janes demeurant à Aupillières paroisse de Saint-Paul-de-Massuguiès diocèse d’Albi. La vente concerne la seigneurie de Roumégous au diocèse de Rodez avec ses dépendances et elle est faite pour la somme de 22 000 livres qui serviront à payer des créanciers d’Armand de Bourbon pour la somme de 20 766 livres, les 1 233 livres restantes devant être payées par Pierre du Truel à la vendeuse dans le délai d’un an.

### De la Révolution à nos jours
En date du 3 thermidor an II (21 juillet 1794), Pierre-Auguste Truel (sans la particule dont le port était interdit à cette époque), demeurant à Revel, commune de Teillet canton d’Alban dans le Tarn vendit le château de Roumégous, corps et biens à Jean-Pierre Blanquet ainsi que le « Pré Grand » une châtaigneraie et un jardin pour la somme de 6 000 francs. Les Blanquet étaient la famille la plus riche du village de Roumégous : en 1746 Raymond Blanquet payait 69 livres de taille alors que Jean Pauzié en payait 20, Jean Amans 17, Jacques Amans 15, Jean Lagarrigue et Pierre Cadilhac 8 livres chacun soit six familles habitant alors le village. Le château est resté depuis lors toujours à la famille Blanquet et à ses successeurs. De Pierre Blanquet l’acheteur de 1794, mort en 1822, le château passa à son fils François Blanquet (1801-1874) puis à son petit-fils Jean-Baptiste Blanquet (1863-1898) dont la fille Marie Lucie Nathalie Blanquet épousa en 1920 Alfred-Achille Gargaros.

## Description
On y retrouve le plan traditionnel et bien établi dans le Rouergue, d'une tour habitable de plan rectangulaire, dont le rez-de-chaussée était voûté, flanquée de quatre tours d'angles et d'une tour supplémentaire renfermant un escalier. Assez curieusement, les pièces de la tour sont carrées et non circulaires comme il est d'usage. Ce château semble avant tout avoir été destiné à l'habitation. L'une des quatre tours s'est écroulée au début du XXe siècle. Le corps de logis mesure 8,70 × 8,45 m et les tours d’angle ont un diamètre d’environ 7 mètres. La salle du rez-de-chaussée, sans doute servant de salle de séjour et de réception, mesure 12 × 7 m. L’édifice servait uniquement à l’habitation, il ne comporte aucune meurtrière ni aucun élément de défense.
En 1789, le château était qualifié de « masure ». Le corps du logis du château est démantelé, mais on voyait encore en 1860 la base des arcades géminées à plein cintre qui soutenaient les voûtes de chaque étage. Le château défendu de trois côtés par des précipices, s’abritait du côté du village sous deux lignes assez rapprochées de fortes murailles et de fossés profonds. Les ouvrages extérieurs ont disparu. Il ne reste plus du corps du logis que la carcasse. Les tours sont encore debout. Toutefois, le sommet de celle du sud s’est effondré. Le côté nord de l’ouvrage est lézardé et semble se maintenir debout grâce à un énorme lierre qui s’agrippe à ses flancs et monte jusqu’au sommet. À l’angle de la jonction de deux de ces tours avec l’édifice central, se trouvait à chaque façade, une tourelle où l’on pouvait voir d’étroits escaliers en vis servant à la communication des étages entre eux.